# Canadian Open 1999
Die Canada Open 1999 im Badminton fanden Ende September 1999 statt.

## Sieger und Platzierte
| Disziplin    | Gold                              | Silber                        | Bronze                              |
| ------------ | --------------------------------- | ----------------------------- | ----------------------------------- |
| Herreneinzel | Brian Abra                        | Marlon Samuel                 | Mike Beres                          |
| Herreneinzel | Brian Abra                        | Marlon Samuel                 | Robert Blair                        |
| Dameneinzel  | Charmaine Reid                    | Kara Solmundson               | Jody Patrick                        |
| Dameneinzel  | Charmaine Reid                    | Kara Solmundson               | Denyse Julien                       |
| Herrendoppel | Wen Wang Darryl Yung              | Alastair Gatt Craig Robertson | William Milroy Iain Sydie           |
| Herrendoppel | Wen Wang Darryl Yung              | Alastair Gatt Craig Robertson | Patrice Flynn Jean Philippe Goyette |
| Damendoppel  | Robbyn Hermitage Milaine Cloutier | Charmaine Reid Denyse Julien  | Julia Chen Jennifer Wong            |
| Damendoppel  | Robbyn Hermitage Milaine Cloutier | Charmaine Reid Denyse Julien  | Lindy Vanriper Caroline Spiers      |
| Mixed        | Iain Sydie Denyse Julien          | Brent Olynyk Robbyn Hermitage | Mike Beres Kara Solmundson          |
| Mixed        | Iain Sydie Denyse Julien          | Brent Olynyk Robbyn Hermitage | Jean Philippe Goyette Julia Chen    |